# ادوارد مرفی، جونیور
ادوارد مرفی، جونیور (به انگلیسی: Edward Murphy, Jr.) سناتور سابق عضو حزب دموکرات ایالات متحده آمریکا بود. وی در سال ۱۸۹۳ تا ۱۸۹۹ میلادی سناتور ایالت نیویورک در سنای ایالات متحده آمریکا بود.